# Комодзянка
Комодзянка (пол. Komodzianka) — село в Польщі, у гміні Фрамполь Білґорайського повіту Люблінського воєводства.
Населення — 301 особа (2011).
У 1975-1998 роках село належало до Замойського воєводства.

## Демографія
Демографічна структура станом на 31 березня 2011 року:
|          | Загалом | Допрацездатний вік | Працездатний вік | Постпрацездатний вік |
| -------- | ------- | ------------------ | ---------------- | -------------------- |
| Чоловіки | 147     | 33                 | 94               | 20                   |
| Жінки    | 154     | 29                 | 71               | 54                   |
| Разом    | 301     | 62                 | 165              | 74                   |